# Finsch' muskaatduif
De Finsch' muskaatduif (Ducula finschii) is een vogel uit de familie der Columbidae (Duiven en tortelduiven). De vogel is genoemd naar de Duitse ornitholoog Friedrich Hermann Otto Finsch.

## Verspreiding en leefgebied
Deze soort is endemisch op de Bismarck-archipel.

## Status
De grootte van de populatie wordt geschat op 10-20 duizend volwassen vogels. Op de Rode lijst van de IUCN heeft deze soort de status gevoelig.